# Fundación P!ensa
Fundación P!ensa (P!ensa) o Fundación Piensa es el primer think tank autónomo regional de Chile.  Fundado en 2013, su misión es promover políticas públicas que impulsen la descentralización, el desarrollo regional y la participación ciudadana en el diseño de soluciones públicas. Su trabajo se basa en principios como la libertad, la responsabilidad, la cooperación público-privada y la dignidad humana.
La Fundación tiene por objetivos promover la descentralización, el desarrollo regional y la participación ciudadana como control democrático y vigilancia del uso de los fondos públicos.
Fue reconocida en 2018 con la "Medalla al Mérito regional" por sus aportes a la descentralización regional por la Cámara Regional del Comercio de Valparaíso.

## Historia
El centro de estudios P!ensa fue creado en 2013 por un grupo de profesionales y más de 50 líderes locales comprometidos con el desarrollo de la Región de Valparaíso, entre los cuales destaca la figura de su presidente Gonzalo Bofill Velarde. Desde sus inicios, se propuso incidir en la agenda pública mediante la producción de conocimiento aplicado, espacios de diálogo y formación ciudadana.
En 2020, P!ensa ganó notoriedad por su proyecto "Piensa Tu Constitución", una iniciativa de educación cívica que convocó a miles de ciudadanos durante el proceso constituyente en Chile. En 2022, lanzó junto a la Fundación Esepacio Mejor el programa “Líderes del Mañana”, centrado en la formación de liderazgo en jóvenes líderes escolares convocando más de 500 participantes año a año.

## Actividades
La Fundación desarrolla su trabajo a través de tres ejes principales:
- Estudios y análisis: Publicación de informes, propuestas legislativas y estudios aplicados sobre temas como descentralización, seguridad, vivienda y gestión pública.
- Participación ciudadana: Realización de la Encuesta P!ensa de Opinión política y la Encuesta P!ensa de Calidad de Vida,[9] que se realiza hace más de 10 años. Además de eso, destacan seminarios, foros y campañas de incidencia para recoger y canalizar la voz de la ciudadanía a las autoridades.
- Formación cívica: Programas educativos sobre políticas públicas como “Escuela de Políticas Públicas”, “Líderes del Mañana” y diversas iniciativas con colegios, universidades y organizaciones sociales.